# Грм при Подземљу
Грм при Подземљу (словен. Grm pri Podzemlju) је насељено место у општини Метлика, регија Југоисточна Словениј, Словенија.

## Историја
До територијалне реорганизације у Словенији био је у саставу старе општине Метлика.

## Становништво
У попису становништва из 2011. године, Грм при Подземљу је имао 53 становника.
| Број становника према пописима | Број становника према пописима | Број становника према пописима |
| ------------------------------ | ------------------------------ | ------------------------------ |
| 1991                           | 2002                           | 2011                           |
| 53                             | 56                             | 53                             |

Напомена: До 1955. исказивано под именом Грм.